# Gelbfußweber
Der Gelbfußweber (Ploceus flavipes, Syn.: Malimbus flavipes) zählt innerhalb der Familie der Webervögel (Ploceidae) zur Gattung der Ammerweber (Ploceus).
Der lateinische Artzusatz kommt von lateinisch flavus ‚gelb‘ und lateinisch pes ‚Fuß‘.
Der Vogel ist endemisch in der Demokratischen Republik Kongo.
Das Verbreitungsgebiet umfasst tropische oder subtropische feuchte Tieflandwälder und beschränkt sich auf den Ituri-Regenwald im Nordosten der  Demokratischen Republik Kongo.

## Merkmale
Die Art ist 12 cm groß. Bislang wurden nur wenige Exemplare dokumentiert. Die Geschlechter unterscheiden sich nicht. Die Art ist komplett schwarz mit Ausnahme der schwärzlich-braunen Unterseite und der Schwanzunterseite. Auf Scheitel, Nacken und Brust findet sich ein grünlicher Glanz, was die Art vom Mohrenweber (Ploceus nigerrimus) und Rußweber (Ploceus albinucha) unterscheidet. Die Iris ist weißlich. Auffällig sind die stumpf gelben Beine.
Einige Autoren sind der Ansicht, es könnte sich um Hybride beispielsweise zwischen Mohrenweber und Rußweber handeln.
Die Art ist monotypisch.

## Lebensweise
Die Nahrung besteht hauptsächlich aus Insekten. Die Vögel halten sich in Baumwipfeln auf.
Die Brutzeit ist nicht bekannt.

## Gefährdungssituation
Der Bestand gilt als gefährdet (Vulnerable).